# Le Vieux Nick et Barbe-Noire
Pour les articles homonymes, voir L'Île rouge.
Le Vieux Nick et Barbe-Noire est une série de bande dessinée franco-belge de Marcel Remacle créée dans le no 1039 du journal Spirou. Il met en scène le Vieux Nick, un marin qui lutte pour le bon droit du temps des corsaires et des pirates. Originellement publiée sous le titre Le Vieux Nick, elle intègre finalement le nom de Barbe-Noire dans son titre; ce dernier, ennemi du Vieux Nick à partir de la quatrième histoire, vole peu à peu la vedette au héros au point d'être l'unique protagoniste de certains albums.

## Synopsis
La série raconte au début les aventures de Vieux Nick, un marin qui vit approximativement fin XVIe ou début XVIIe siècle, et qui lutte pour le bon droit en ce temps de corsaires et de pirates. Son ennemi est Barbe-Noire, un pirate plus bête que méchant qui devient peu à peu la vedette de la série.

## Historique
La série est créée en 1958 dans le no 1039 du journal Spirou. Elle va être publiée régulièrement dans le journal. Dans la quatrième histoire intitulée L’ile de la main ouverte le pirate Barbe-Noire fait son apparition comme ennemi récurrent du Vieux Nick. Il va prendre de plus en plus de place dans la série au point d'être l'unique héros d'histoires courtes ou de mini-récits. Entre 1969 et 1971, Marcel Remacle est aidé par Marcel Denis pour écrire le scénario de deux histoires à suivre. La série fait sa dernière apparition dans le journal Spirou en 1990 dans le no 2735.

## Personnages
- Le Vieux Nick : Marin assez âgé au visage rond, portant une barbe blanche et un foulard noir sur la tête, c'est le premier héros de la série. Réputé fort comme un Turc dans les premiers albums, il utilise en fait plutôt la ruse que la force pour vaincre ses ennemis. Le pirate Barbe-Noire, apparu au quatrième épisode, lui vole peu à peu la vedette[2] au point que le Vieux Nick est totalement absent de certaines histoires.

- Barbe-Noire : Saturnin Tromblon de son vrai nom, ce pirate apparaît pour la première fois dans L'Île de la main ouverte. Son caractère, semblable dans les débuts à celui de Joe Dalton, sera plus proche de celui d' Averell Dalton après l'apparition de «Bon-Papa», son grand-père.

- Bon-Papa : Eustache Tromblon, le grand-père de Barbe-Noire, apparaît pour la première fois dans Les Mutinés de la Sémillante. Il devient le leader du duo qu'il forme désormais avec son petit-fils, assénant à ce dernier des gifles chaque fois que Barbe-Noire ose contester son autorité.

- Sébastien : Harponneur secouru par le Vieux Nick dans l'épisode Dans la gueule du dragon , devenu depuis lors son fidèle compagnon.

- Lucifer : Revêtu d'un costume de démon, ce pirate nettement plus redoutable que Barbe-Noire tient souvent le rôle du méchant dans les derniers épisodes, affrontant aussi bien le Vieux Nick que Barbe-Noire, les deux ennemis unissant occasionnellement leurs forces contre lui.

## Publication

### Albums

#### La collection originale
Le premier album de la série est publié aux éditions Dupuis en 1960 et s'intitule Pavillons Noirs ; il est censuré en France pour avoir traité la piraterie de manière positive. Le deuxième, Le Vaisseau du Diable, sort la même année. Le troisième album, Les Mangeurs de citron, sort en 1961. En 1962 sortent deux albums : le quatrième, L'île de la Main Ouverte, et le cinquième, Les Mutinés de la Sémillante. Le sixième sort en 1963 et s'intitule Dans la gueule du dragon. Deux albums sortent encore en 1964, le septième, Aux mains des Akwabons, et le huitième, Sa Majesté se rebiffe. Le neuvième album, L'Or du El Terrible, sort en 1965. Il faut attendre deux ans pour que Le Trois-Mâts Fantôme, dixième album de la série, sorte en 1967. Les Boucaniers sort la même année. En 1968 sort le douzième album, Barbe-Noire et les Indiens, puis deux albums sortent en 1969, le treizième Les Mésaventures de Barbe-Noire et le quatorzième Les Commandos du Roy. L'album suivant, intitulé Barbe-Noire Aubergiste, qui est le quinzième de la série, sort en 1971. Le seizième album, La Prise de Canapêche, sort en 1972. Un album par an va sortir, le dix-septième Barbe-Noire joue et perd en 1973, le dix-huitième Le Feu et la Colère en 1974, le dix-neuvième Sous les griffes de Lucifer en 1975, le vingtième Les Nouvelles Mésaventures de Barbe-Noire en 1976, le vingt-et-unième La Princesse et le Pirate en 1978. En 1979 sort le vingt-deuxième album Sous les Voiles. En 1981 sort le vingt-troisième Barbe-Noire, Hercule et Cie, l'année suivante en 1982 le vingt-quatrième Le Mal étrange et en 1983 le vingt-cinquième Barbe-Noire prend des risques. Le vingt-sixième et dernier album de la série sort en 1985 et s'intitule L'île Rouge.

#### Réédition
La série va être rééditée deux fois dans la collection Gag de Poche. Le premier album est Pavillons Noirs en 1964 (qui est le quatrième de la collection), le deuxième, l'année suivante est Le Vaisseau du Diable (quarante-deuxième de la collection). En 1961, va être éditée trois mini-récits La vérité sur Barbe-Noire, Barbe-Noire contre Nez-Bleu et Mini-histoire de la marine à voile. En 1979, va être éditée un album en noir et blanc de Pavillons Noirs aux éditions Horus. Le Coffre à BD va sortir quatre albums de la série en 2007 qui correspondent aux quatre premiers de la collection originale.

### Revues
La série est publiée pour la première fois en 1958 dans le journal Spirou no 1039 avec une histoire à suivre intitulée Pavillons noirs, l'histoire se termine dans le no 1059. La série revient la même année avec une autre histoire à suivre intitulée Le vaisseau du diable publiée du no 1075 au no 1103. Pour l'occasion elle fait la couverture des numéros 1075 et 1089. L'année suivante elle revient avec l'histoire à suivre intitulée Les mangeurs de citrons publiée du no 1112 au no 1141 et fait la couverture des numéros 1112 et 1130 et 1136. En 1960, est publiée deux histoire à suivre, L’ile de la main ouverte du no 1145 au no 1166 et Les mutinés de la Sémillante du no 1183 au no 1204. La série fait aussi la couverture des numéros 1145, 1149, 1155, 1159 et 1163. L'année suivante, est publiée l'histoire à suivre Dans la gueule du dragon du no 1214 au no 1249 et sous le titre Barbe-Noire est publiée deux mini-récits le no 57 intitulé La vérité sur Barbe–Noire dans le journal no 1198 et le no 69 intitulé Barbe–Noire contre Nez bleu dans le journal no 1212. De plus elle fait la couverture des no 1238et no 1244. L'histoire à suivre Aux mains des Akwabons est la seule publication de l'année 1962. Elle a lieu du no 1259 au no 1280 et fait la couverture de deux numéros le 1259 et le 1268. En 1963, est publiée l'histoire à suivre intitulée Sa majesté se rebiffe du no 1298 au no 1319 et sous le titre Barbe-Noire un récit complet de deux pages intitulé Noël en mer dans le no 1339 spécial Noël, de plus elle fait la couverture des numéros 1298 et 1313. L'année suivante c'est l'histoire à suivre L’or du « El Terrible » qui est publiée du no 1343 au no 1366. L'année suivante est publiée l'histoire à suivre Le trois–mâts fantôme du no 1401, dont elle fait aussi la couverture, au no 1422. Désormais les histoires du Vieux Nick vont être publiée dans Spirou sous le titre unique Barbe-Noire. Cette même année est publié le mini-récit no 276 bis intitulé Barbe–Noire rêve de vacances dans le Spirou no 1420 et un récit complet de six pages intitulé Capitaine grognon dans le no 1439. En 1966, est publié l'histoire à suivre Les boucaniers du no 1452 au no 1473, puis quatre autres histoires complètes de six pages chacune. L'année suivante c'est l'histoire à suivre intitulée Barbe-Noire et les indiens qui est publiée du no 1512, dont elle fait aussi la couverture, au no 1533, puis un récit complet de six pages intitulé Le joli sapin dans le no 1548.
En 1968, paraissent deux récit de quatre planches chacun et l'histoire à suivre Les commandos du Roy, du no 1577, dont elle fait la couverture, au no 1598. L'année d'après sont publiés trois récits de six pages chacun et en 1970 est publiée l'histoire à suivre intitulée Barbe-Noire aubergiste, du no 1682 au no 1703, et un récit complet de quatre planches, Le Mousse, dans le no 1664. La série fait la couverture du no 1683. Deux publications pour l'année 1971, l'histoire à suivre La prise de Canapêche du no 1727, dont elle fait aussi la couverture, au no 1746 et un récit de six planches intitulé Un coup dans le buffet dans le no 1719. L'année suivante est publiée l'histoire à suivre 'Barbe–Noire joue et perd du no 1788, dont elle fait la couverture, au no 1803 et un récit de six pages intitulé Brèves vacances dans le no 1782. L'année d'après une publiée une histoire à suivre Le feu de la colère du no 1822, dont elle fait la couverture, au no 1842 et un récit de six pages intitulé Le perroquet. Sous la griffe de Lucifer est la seule publication de l'année 1974 il s'agit d'une histoire publiée du no 1880 au no 1900, elle fait aussi la couverture du numéro ou commence la publication de l'histoire. Un seul récit de quatre planches intitulée Un idiot sur un îlot est publiée pour l'année 1974 dans le no 1926. La princesse et le pirate est une histoire à suivre publiée l'année suivante du no 1980 au no 1999 et fait aussi la couverture du no 1990.
En 1977 sont publiées deux histoire complètes de six planches, deux histoires complètes de huit planches et la série fait par deux fois la couverture du journal. L'année suivante ce sont trois histoires complètes de huit pages et une couverture qui sont publiées. En 1979, est publié trois histoires complètes de huit planches et une de quatre planches. L'année suivante une histoire sur deux numéros du 2177 au 2178 et deux histoire complètes de huit planches. L'année 1981 marque le retour des histoires à suivre de la série avec Le mal étrange publiée du no 2246 au no 2256, puis une histoire complète de huit planches. L'année suivante paraissent deux histoires complètes de huit planches et une de dix planches. La série ne revient qu'en 1984, avec une histoire à suivre intitulée L’île rouge, du no 2416 au no 2419, et la série fait la couverture du no 2417. En 1988 est publiée une histoire complète de huit planches intitulée Barbe–Noire réapprovisionne dans le no 2632, l'année suivante est publiée une autre histoire complète de huit planches puis l'histoire à suivre Barbe–Noire recrute du no 2679 au no 2680. Puis en 1990 une histoire complète de huit planches et la dernière publication dans le journal est une histoire à suivre, intitulée La baleine jaune, du no 2730 au no 2735.